# Rozhodčí soud při Hospodářské komoře České republiky a Agrární komoře České republiky
Rozhodčí soud při Hospodářské komoře České republiky a Agrární komoře České republiky je jediný stálý rozhodčí soud s obecnou působností v České republice. Založen byl již roku 1949 při Československé obchodní komoře, roku 1980 byl pojmenován jako Rozhodčí soud při Československé obchodní a průmyslové komoře a roku 1995 svůj název změnil na dnešní označení. Za dobu své působnosti rozhodl více než 10 tisíc sporů. Sídlí v Praze.
V jeho čele stojí předsednictvo, které je na dobu tří let jmenováno představenstvy hospodářské komory i agrární komory. Předsednictvo pak volí předsedu a místopředsedy, kteří jednají jménem rozhodčího soudu. Rozhodčí soud vydává svůj organizační Statut a procesní řády, kterými se řídí rozhodování sporů. Ve svém seznamu má zapsáno přes 300 rozhodců, řada z nich je advokáty či vysokoškolskolskými učiteli.
Mezi lety 2005 a 2022 působil jako jediná instituce na světě oprávněná rozhodovat mimosoudně doménové spory o domény .eu. Od novelizace unijní úpravy internetové domény .eu již však nemá výhradní postavení, kromě toho rozhoduje i spory o domény .cz, .com, .org, .net, .biz a další. Je také jedinou českou institucí oprávněnou v rozhodčím řízení rozhodovat spotřebitelské spory.